# Инжиниринг
Инжини́ринг (транслитерация с англ. engineering — технический, от лат. ingenium — изобретательность, выдумка, знания) — особенный вид подрядных работ, связанный с разработкой и подготовкой производственного процесса и обеспечением нормального хода процесса производства и реализации продукции. В советской и российской системе гражданского права используется более общее понятие научно-исследовательские и опытно-конструкторские работы.
К таким услугам относятся:
- предпроектные — проведение исследований рынка, подготовка технико-экономического обоснования создания производства, инженерные изыскания (топографическая съемка, исследование грунтов), разработка планов развития регионов, транспортной системы и другой инфраструктуры, а также консультации и надзор за проведением данных работ;
- проектные — подготовка генплана, разработка архитектурного плана, оценка стоимости проекта, расчёт расходов по созданию и эксплуатации объекта, разработка рабочих чертежей, технических спецификаций и другой документации, надзор и консультации по проведению указанных работ;
- послепроектные — подготовка контрактной документации для производства различных работ, организация торгов при необходимости, авторский надзор за проведением строительных работ, управление строительством, проведение приёмо-сдаточных работ и производственные испытания, составление заключительной строительной и технической документации, подготовка инженерно-технического персонала и другие работы по сдаче и пуску производственного объекта;
- специальные услуги, обусловленные конкретными условиями создания данного объекта (анализ проблем утилизации отходов, юридические процедуры и др.)[5].

Инжиниринговые услуги оказываются специализированными инжиниринговыми компаниями, а также строительными и промышленными компаниями. Если подготовка производственного процесса требует большого разнообразия работ и услуг, входящих в комплекс услуг по созданию производственного объекта, то привлекаются фирмы, специализирующиеся на выполнении определенных видов услуг.

## Виды инжиниринга
Различают следующие виды инжиниринга:
- Комплексный инжиниринг — включает полный комплекс услуг по обоснованию, разработке и реализации проекта, включая поставку объектов интеллектуальной собственности, оборудования и сдачу объекта под ключ.
- Строительный инжиниринг — включает комплекс услуг по строительству промышленного объекта. Тождественным понятием являются инженерные услуги в строительстве.
- Эксплуатационный инжиниринг— включает инженерные услуги по совершенствованию производственного процесса на существующем объекте.
- Международный инжиниринг — особенностью данного вида инжиниринга является оказание услуг на мировом рынке. В этом случае контракт на оказание инжиниринговых услуг является разновидностью международного контракта.[7]
- Компьютерный инжиниринг — представляет собой мультидисциплинарные, многомасштабные (многоуровневые) и многостадийные исследования и инжиниринг на основе так называемых[кем?] «мультифизичных» («MultiPhysics») знаний и компьютерных технологий, в первую очередь, наукоёмких технологий компьютерного инжиниринга (Computer-Aided Engineering).